# れいんぼうべる
れいんぼうべる (RAINBOW BELL) は、かつて九越フェリーに就航していた大型フェリーである。

## 概要
れいんぼうべる型の1番船として、1996年三菱重工業下関造船所で竣工。船名は博多と直江津を日本海側で結んだ航跡を虹になぞらえた「レインボー」と希望へのスタートをイメージする鐘を表す「ベル」を合わせ希望への架け橋となることを意味した。
1996年に直江津 - 博多に就航。続いて就航した2番船のれいんぼうらぶとともに直江津 - 博多航路に毎日運航で就航していたが、1998年9月1日から室蘭 - 直江津 - 博多航路での運航となり、隔日運航となった。
2001年には低金利で安価な費用で建造された新造船「ニューれいんぼうらぶ」型を就航させ、船価の高騰した時期に建造され過剰な設備が問題となっていた本船型の売却益で経営改善を図る方針となり、10月に引退しその後海外への売却交渉が進むもアメリカ同時多発テロ事件に伴い観光需要の停滞で破談となり、室蘭港等に停泊されたものの売却が早期に成立せず東日本フェリー倒産の一因となった。
2004年3月にマリンエキスプレスに売却され、「フェリーひむか」と改名し同年10月には宮崎カーフェリーに移籍したが、2006年4月に航路廃止となり引退。同年11月にギリシャのヘレニック・シーウェイズに売却され「アリアドネ (Ariadne)」に改名。煙突後方への客室ハウス増設やライフボート増載など大幅な改造を受け、ピレウス-ヒオス島-ミティリーニ航路等に就航し、ANEK LINEやAlgérie Ferriesへの傭船も行われた。

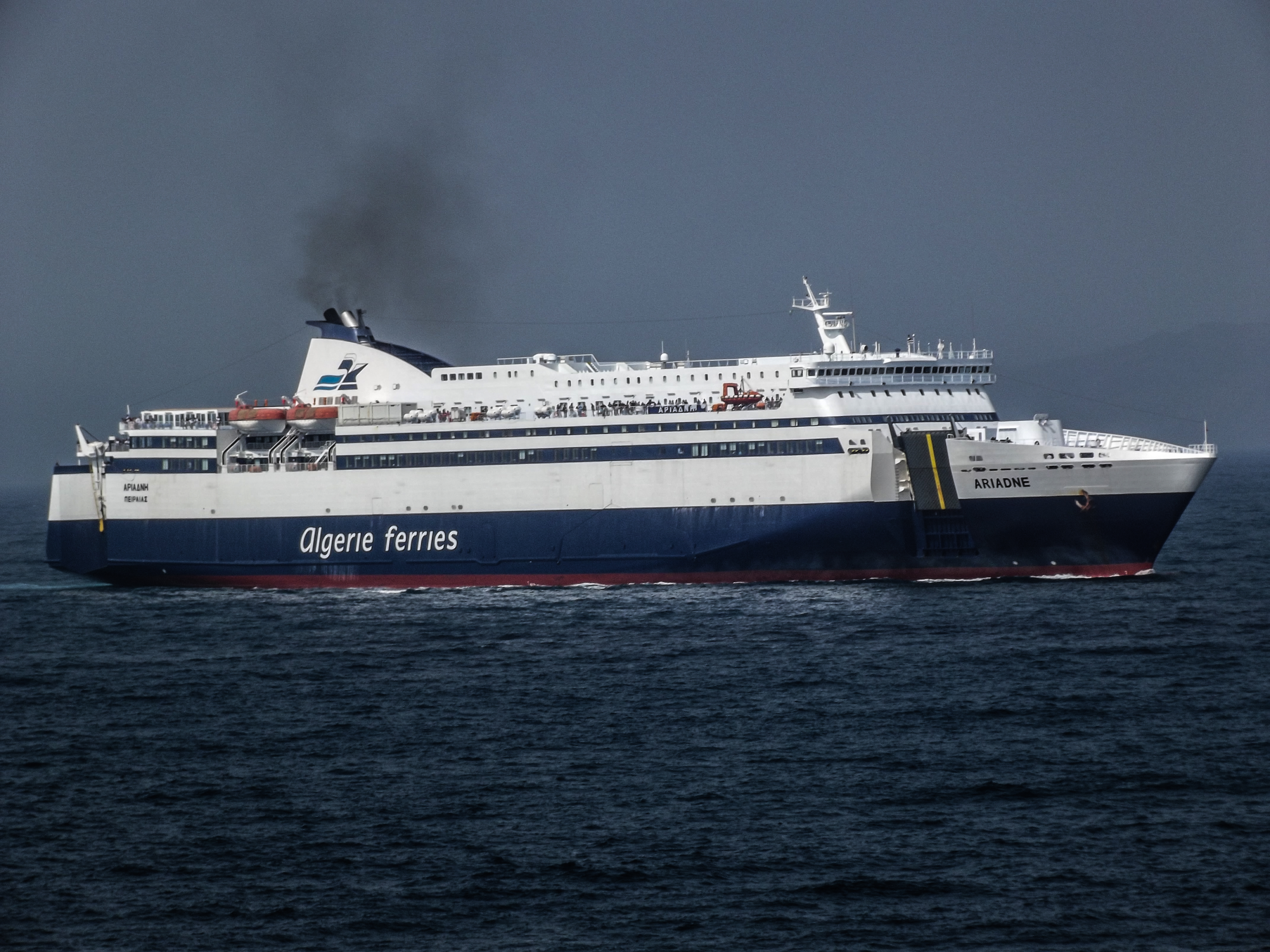
「Ariadne」（Algérie Ferries塗装）

2018年時点では、イタリアのティレニア・ラインに用船されナポリ - カリアリ（サルデーニャ島）航路に就航している。
「フェリーひむか」時代には、映画『LIMIT OF LOVE 海猿』の撮影に使用されている。 詳細は海猿#映画2作目を参照。

## 設計
はあきゆりとほぼ同型だが、旅客定員が半減され、パブリックスペースが拡大された。
船体は6層構造で、A - Fデッキと呼称されており、A - Cデッキが旅客区画、D - Fデッキが車両搭載区画となっている。
主機関は東日本フェリーグループで最長となる901kmに及ぶ航路を2隻で運航すべく従来の12シリンダー17,800馬力から14シリンダー23,100馬力に増やしスピードアップを図り所要時間21時間を実現した。
日本海の厳しい環境に耐えるべく実船でのシーマージン解析で上り下りの差を10%以上と大きく取り荒天に耐えられるようにしたほか波浪衝撃を和らげるべく船首から船体中央部までなだらかな丸みを持った曲面にし衝撃を緩和。強風下での操船を可能とするため「はあきゆり」同様の国内最大のサイドスラスター3基を装備し船首は1基17.5トンのものを2基搭載し35トンの横推力が出せるようにした。
船体はイメージ一新を図るべく客船「スター・プリンセス（en）」「ノルディック・エンプレス」などを手掛けたフランスのデザイナー、ジョエル・ブリティッシェ（Joël Bretecher）によりデザインされ、船首部から居住区前端壁にかけ外板の高さを上げくさび形としファンネルをアーチ状にし船名の「れいんぼう」のイメージを強調させ流れるようなヨーロッパ調のものとなっている。また、これまでの東日本フェリーの船体ペイントが赤・オレンジ・黄色のラインをブリッジ下部から喫水線上まで斜めに引き船尾まで喫水線に沿った平行線をとっていたのに対し、本船は同色をブリッジ下から船尾まですべて喫水線と平行な線を引くデザインにしファンネルにもアーチ状に引かれた。

## 設備

### 竣工時
客室はグレードの高い個室を多くとり1人あたりのスペースを十分にしたため従来型の700名から350名と半分にし、特等はダブル・ツインの2種の洋室と和室、1等室・2等和室の定員数削減、二等寝台の廃止を実施。
公室にはファンネルカバー内に陽光を浴びくつろげる公園「サニーガーデン」、螺旋階段のついた広く高級感のあるエントランスホール、船室後方にサブエントランスホール、マリンシアター、カラオケ、サウナジャグジー付き展望浴場、アスレチック室などグレードアップした設備を整え、ホールやレストランはモダン・客室やラウンジは落ち着いた配色とした。
Aデッキ（船橋甲板）
- レストラン（120席）
- カフェテラス
- 展望コーナー（ポリカーボネート風防）

Bデッキ（上部遊歩甲板）
- 特等室
  - ツイン2名×12室（24名）
  - ダブル2名×6室（12名）
  - 洋室3名×5室（15名）
  - 和室3名×5室（15名）
- ドライバー室 1段ベッド 25名×2室（50名 後に2等寝台に変更、宮崎カーフェリーでは1室を再度ドライバー室化）
- ゲームコーナー
- カラオケホール（3室）[3]
- マリンシアター（48席）[3]
- チルドレンルーム
- 展示室
- アスレチックルーム
- サロン
- カードコーナー
- チルドレンルーム
- 展望浴場（サウナ・泡風呂付）[3]
- サニーガーデン[3]

Cデッキ（遊歩甲板）
- エントランスホール - 三層吹き抜け[3]
- 案内所・売店
- 喫煙所
- 公衆電話
- ペットルーム
- 一等室
  - 洋室4名×24室（96名）
  - 和室4名×2室（8名）・8名×1室（8名）
- 二等和室 12名×4室（48名）・8名×3室（24名）
- ドライバー室 1段ベッド25名×2室（50名）
- ドライバー娯楽室

Dデッキ（上部車両甲板）・Eデッキ（下部車両甲板）
- トラックスペース

Fデッキ（乗用車甲板）
- 乗用車スペース

### Hellenic Seaways
座席室にはギリシャの島に因んだ命名が行われている。
Deck 9（船橋甲板）
- オープンデッキ
- デッキバー
- サンセットベランダ
- 座席室（4室）「PAROS ROUNGE」「NAXOS ROUNGE」「AMORGOS ROUNGE」「SYROS ROUNGE」「DELOS ROUNGE」
- 上級座席室「MYKONOS ROUNGE」
- 個室（46室）

Deck 8（上部遊歩甲板）
- カフェ「Cafe del mare」
- オープンデッキ
- 座席室（7室）「PATMOS ROUNGE」「RHODES ROUNGE」「KALYMNOS ROUNGE」「SAMOS ROUNGE」「IKARIA ROUNGE」「CEFALINIA ROUNGE」「CORFU ROUNGE」
- 個室（101室）

Deck 7（遊歩甲板）
- 案内所
- 売店
- エコノミークラスラウンジ
- アラカルトレストラン「Silver Star Restaurant」
- セルフサービスレストラン
- ラウンジ・バー「Crystal Lounge」
- ジュニアクラブ
- ゲームコーナー
- インターネットコーナー
- 座席室「SANTORINI ROUNGE」

## 事故・インシデント
岸壁衝突事件
- 1997年12月2日、直江津港東埠頭にて自船のスラスターとタグボート2隻を用いて着岸するにあたり低気圧性の強風によって圧流されタグボートの不適切な活用により東埠頭の岸壁角に衝突。れいんぼうべるの右舷船尾部外板に破口を伴う凹損、東埠頭2号岸壁に損傷が発生した[17]。